# خالق أباد (مشيز بردسير)
خالق أباد (بالفارسية: خالق‌آباد) هي قرية تقع في إيران في البلدة المركزية. يقدر عدد سكانها بـ 71 نسمة .